# هاوتزر عيار 122 مم D-30) 2A18)

## نبذة عنه
الهاوتزر عيار 122 مم، D- 30 صنع ليحل محل الهاوتزر القديم M-30، ليصبح المدفع القياسي على مستوى الفرقة، ومازال إنتاجه مستمراً، حيث تستخدمه قوات الدول التي تتعامل مع الاتحاد السوفيتي «سابقاً»، وأيضاً في مصر وسورية، والعراق، ويوغوسلافيا «سابقاً»، ودول في أفريقيا والشرق الأقصى.
والهاوتزر 122 مم سلاح متميز في إمكانياته، ويعتبر من أفضل أسلحة مدفعية الميدان في العالم، ويتميز بخفة الحركة والقدرة على الضرب، في جميع الاتجاهات.
وهو ذو دقة عالية في إصابة الأهداف، ويمكنه إحداث الثغرات في حقول الألغام، وإنتاج ستائر الدخان، وإضاءة أرض المعركة ليلاً.
يرتكز الهاوتزر في وضع الضرب على ثلاثة قوائم ويُرفع العَجَل إلى أعلى ليسمح بحركة دائرية للمدفع في جميع الاتجاهات.
ويستغرق إعداد الهاوتزر للضرب من وضع التحرك أو للتحرك من وضع الضرب في 90 ثانية.
والهاوتزر مزود بمخفف للصدمة على فوهة السبطانة من النوع الفعال، الذي يمتص حوالي 50 % من طاقة الارتداد أثناء الضرب، مما يقلل من رد الفعل على كراسي المحاور وأجهزة إيقاف الارتداد، ويحد من زاوية قفز السبطانة.
ويرتد المدفع في مهد على شكل حوض، ويوجد جهاز الرجوع والإعادة الهيدروليكي ـ الهوائي ضمن غلاف مضاد للشظايا مركب فوق السبطانة، كما يوجد أيضاً درع صغير للوقاية، لكن جيوشاً كثيرة من التي تستخدم هذا الهاوتزر تقوم أحياناً بنزع هذا الدرع.
ويعمل الهاوتزر بكفاءة عالية من دون أعطال في جميع الأجواء والأراضي، وخاصة الصحراوية، ومستخدم في أكثر من 30 دولة، وكان له دور فعال في معارك أكتوبر 1973 في تدمير الأهداف، والاشتباك المباشر مع الدبابات.
وتسحب الخرطوشة خارج غرفة الاحتراق بعد الإطلاق آلياً، وتظل كتلة المغلاق مفتوحة لتعمير الطلقة التالية، وبذلك يمكن تحقيق معدل عالي للنيران.

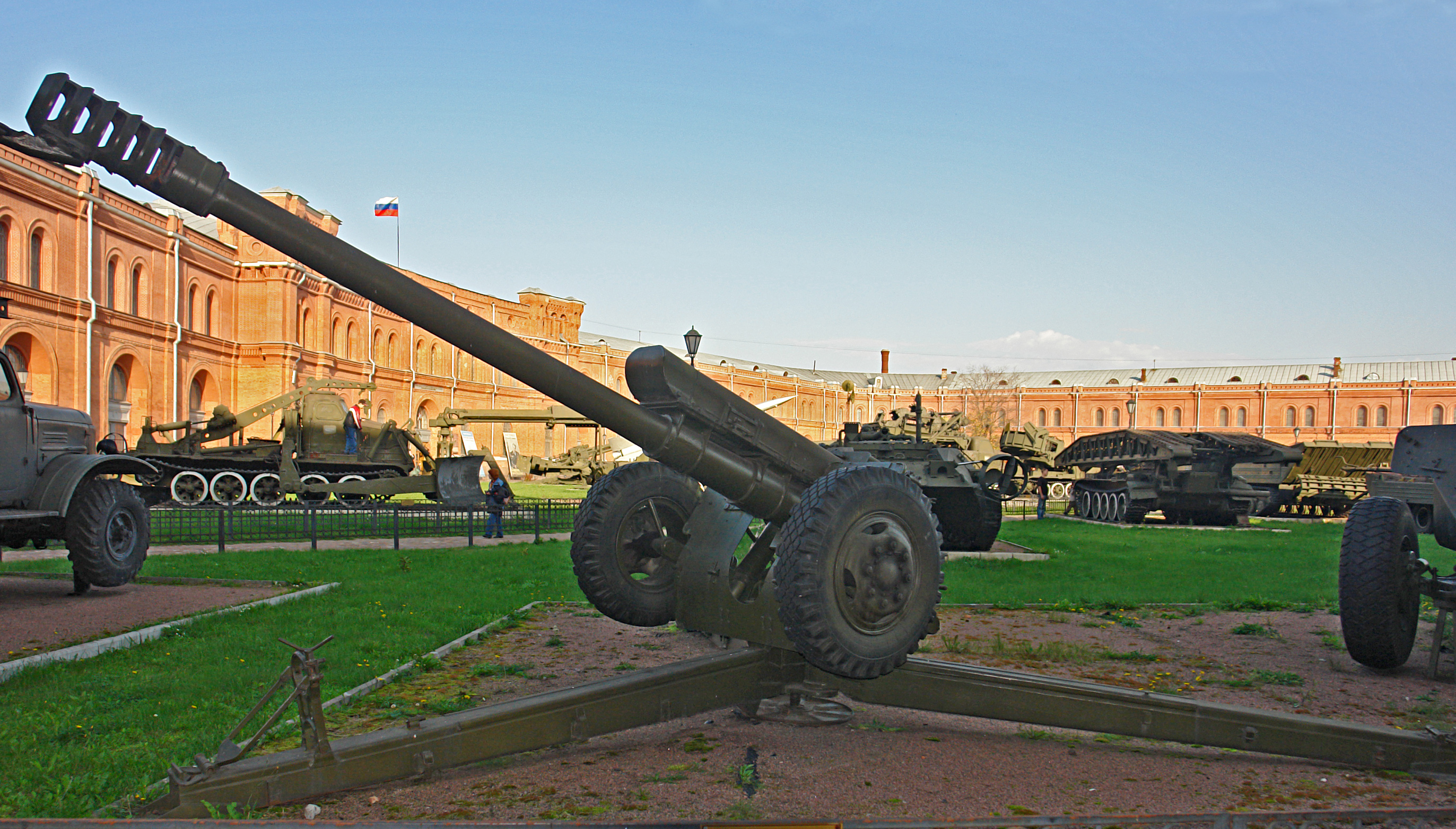
هاوتزر عيار 122 مم، D-30) 2A18).

## معلومات عامة
1. بلد المنشأ: الاتحاد السوفيتي «سابقاً».
2. الاستخدام: الهاوتزر مدفع ميدان خفيف، يستخدم مع القوات خفيفة الحركة، مقطور.
3. الدول المستخدِمة: أفغانستان، الجزائر، أنغولا، بنين، بلغاريا، تشاد، الصين، كوبا، مصر وينتج محلي لديها، أثيوبيا، فنلندا، غينيا بيساو، العراق، إسرائيل، كوريا الشمالية، ليبيا، مالي، منجولا، المغرب، موزمبيق، نيكاراغوا، بيرو، سلوفكيا، الصومال، سورية وتم تحميله على شاسيه دبابة T-34، فيتنام، يوغسلافيا «سابقاً» ينتج محلياً، زائير، زامبيا، الجزائر.
وبالنسبة للهاوتزر D-30 الذاتي الحركة، تشترك مصر مع المملكة المتحدة في تجهيز هذا الهاوتزر، الذي دخل الخدمة في مصر، ويتميز هذا التطور الجديد بخفة الحركة لتواكب القوات الآلية، وكذا القدرة على الرمي في جميع الاتجاهات.

## المواصفات العامة والفنية
• التسليح:
- الهاوتزر D – 30 A:

- العيار 121.92 مم

- أقصى مدى 15300 م

- أقصى معدل لرماية المدفع 6 ـ 8 قذائف في الدقيقة

- أقصى زواية ارتفاع للمدفع + 70 درجة

- أقصى زاوية انخفاض للمدفع - 7 درجة

- أقصى زاوية دوران للمدفع، في الاتجاه الأفقي 360 درجة

- طول المدفع، في وضع التحرك 5.4 م

- عرض المدفع، في وضع التحرك 2.2 م

- ارتفاع المدفع، في وضع التحرك 1.8 م

- ارتفاع بطن المدفع، عن الأرض 0.325 م

- العرض، عند محور العجل 1.85 م

- أقصى سرعة، لجر للمدفع 80 كم / ساعة

- الهاوتزر D-30:

- العيار 121.92 مم

- الطاقم 7 أفراد

- أقصى مدى 15400 م

- طول السبطانة 4.875

- زاوية الارتفاع للمدفع + 70 درجة

- زاوية الانخفاض للمدفع _ 7 درجة

- المدى بذخيرة الدفع الصاروخي 21900 م

- الوزن، في وضع الرماية 3150 كجم

- الوزن، في وضع التحرك 3210 كجم

- الطول، في وضع التحرك 5.4 م

- العرض، في وضع التحرك 1.95 م

- ارتفاع المدفع، في وضع التحرك 1.66 م

- ارتفاع بطن المدفع عن الأرض 0.325 ـ 0.345 م

- العرض عند محور العجل 1.85 مم

- مقاس الإطارات 900 × 20
- زمن التحول، من التحرك إلى الرمي 1.5 ـ 2 دقيقة

- زمن التحول، من الرمي إلى التحرك 1.5 ـ 2 دقيقة

- أقصى زاوية دوران للمدفع في الاتجاه الأفقي 360 درجة

- أقصى معدل لرماية المدفع 7 ـ 8 قذائف في الدقيقة

- أقصى معدل ثابت، في الساعة الأولى حوالي 75 طلقة

- الوحدة النارية للمدفع 80 طلقة

## أجهزة التسديد
- مزود بجهاز دايلسايت لربط زوايا الانحراف للمدفع.

- مزوَد باسطوانة مسافات لربط زوايا الارتفاع للمدفع.

- مزود بتلسكوب للرمي المباشر.

## المصدر
- الموسوعة العالمية للأسلحة

## وصلات خارجية
هاوتزر عيار 122 مم، D-30) 2A18) _فيديو_ على يوتيوب